# بليك فوستر
بليك فوستر (بالإنجليزية: Blake Foster)‏ مواليد 29 مايو 1985 في لوس أنجلوس، كاليفورنيا، الولايات المتحدة، هو ممثل أمريكي بدأ مسيرته الفنية سنة 1993.

## الأعمال
- جوال تكساس ووكر
- بوي ميتس ورلد
- بيفرلي هيلز 90210

## روابط خارجية
- بليك فوستر على موقع IMDb (الإنجليزية)
- بليك فوستر على موقع ألو سيني (الفرنسية)
- بليك فوستر على موقع أول موفي (الإنجليزية)
- بليك فوستر على موقع قاعدة بيانات الفيلم (الإنجليزية)
- بليك فوستر على موقع كينوبويسك (الروسية)